# Novohrîhorivka, Velîka Oleksandrivka
Novohrîhorivka (în ucraineană Новогригорівка) este un sat în comuna Nova Kameanka din raionul Velîka Oleksandrivka, regiunea Herson, Ucraina.

## Demografie
Componența lingvistică a localității Novohrîhorivka
     Ucraineană (95,08%)
     Rusă (4,92%)
Conform recensământului din 2001, majoritatea populației localității Novohrîhorivka era vorbitoare de ucraineană (95,08%), existând în minoritate și vorbitori de rusă (4,92%).